# Eugene Addor
Eugene Addor war ein Schweizer Sportschütze.

## Erfolge
Eugene Addor nahm an den Olympischen Spielen 1920 in Antwerpen in teil, wo er im Mannschaftswettbewerb mit dem Armeegewehr über die kombinierte 300- und 600-Meter-Distanz an den Start ging. Gemeinsam mit Werner Schneeberger, Joseph Jehle, Fritz Kuchen und einem weiteren Sportschützen mit Familiennamen Weibel belegte er hinter der US-amerikanischen und der norwegischen Mannschaft den dritten Rang, womit er sich die Bronzemedaille sicherte. Mit 108 Punkten war er dabei der schwächste Schütze der Mannschaft.